# Pixel (czasopismo)
Pixel – polski miesięcznik poświęcony tematyce gier komputerowych, ich historii i związanych z nimi zjawiskach kulturowych. 
Podstawę pisma stanowią teksty przeglądowe dotyczące historii i rynku gier komputerowych, uzupełniane wywiadami z twórcami i reportażami z aktualnych i dawnych siedzib wydawców. Materiały o tematyce retro uzupełniają teksty bieżące, na które składają się recenzje najnowszych gier, relacje z targów i imprez branżowych, informacje o rynku indie, publicystyka i felietony. „Pixel” powstał w 2015 roku po konflikcie między wydawcą i właścicielem tytułu reaktywowanego „Secret Service” jako następca tego pisma. Z redakcją współpracuje duża grupa autorów pism o grach komputerowych z lat dziewięćdziesiątych.
„Pixel” jest ściśle związany z organizowanym od 2013 roku corocznym festiwalem Pixel Heaven i wręczanymi od 2015 roku w trakcie festiwalu nagrodami branżowymi dla twórców gier Pixel Awards.
W grudniu 2022 wydawca ogłosił decyzję o zaprzestaniu wydawania czasopisma. Ostatni numer ukazał się 13 stycznia 2023 roku. 